# Open de Lyon Challenger 2021
L'Open de Lyon 2021, noto come Open Sopra Steria de Lyon 2021 per motivi di sponsorizzazione, è stato un torneo professionistico di tennis giocato su campi in terra rossa. È stata la quinta edizione del torneo ed era di categoria Challenger 100 nell'ambito dell'ATP Challenger Tour 2021. Si è giocato dal 7 al 13 giugno 2021 al Tennis Club de Lyon di Lione, in Francia.

## Partecipanti

### Teste di serie
| Nazionalità | Giocatore           | Ranking* | Testa di serie |
| ----------- | ------------------- | -------- | -------------- |
| Uruguay     | Pablo Cuevas        | 92       | 1              |
| Spagna      | Fernando Verdasco   | 99       | 2              |
| Argentina   | Facundo Bagnis      | 104      | 3              |
| Colombia    | Daniel Elahi Galán  | 107      | 4              |
| Giappone    | Tarō Daniel         | 113      | 5              |
| Francia     | Benjamin Bonzi      | 116      | 6              |
| Argentina   | Francisco Cerúndolo | 117      | 7              |
| Germania    | Cedrik-Marcel Stebe | 135      | 8              |

- Ranking al 31 maggio 2021.

### Altri partecipanti
I seguenti giocatori hanno ricevuto una wild card nel tabellone principale:
- Titouan Droguet
- Kyrian Jacquet
- Matteo Martineau

Il seguente giocatore è entrato nel tabellone principale come special exempt:
- Holger Rune

I seguenti giocatori sono passati dalle qualificazioni:
- Pedro Cachín
- Manuel Guinard
- Camilo Ugo Carabelli
- Aleksej Vatutin

Il seguente giocatore è entrato nel tabellone principale come lucky loser:
- Michael Geerts

## Punti e montepremi
| Torneo    | Torneo              | V      | F     | SF    | QF    | 2T    | 1T  | Q | Q2  | Q1  |
| Singolare | Punti               | 100    | 60    | 35    | 18    | 8     | 0   | 5 | 1   | 0   |
| Singolare | Premi in denaro (€) | 12 250 | 7 200 | 4 260 | 2 480 | 1 460 | 885 | – | 440 | 220 |
| Doppio    | Punti               | 100    | 60    | 35    | 18    | –     | 0   | – | –   | –   |
| Doppio    | Premi in denaro (€) | 5 250  | 3 100 | 1 840 | 1 090 | –     | 610 | – | –   | –   |

## Campioni

### Singolare
Pablo Cuevas ha sconfitto in finale  Elias Ymer con il punteggio di 6–2, 6–2.

### Doppio
Martín Cuevas /  Pablo Cuevas hanno sconfitto in finale  Tristan Lamasine /  Albano Olivetti con il punteggio di 6–3, 7–6(2).